# These Times
Albums de Mike Stern
Voices
(2001) Who Let the Cats Out?
(2006)
These Times est un album de Mike Stern publié le 13 janvier 2004. Tous les morceaux sont des compositions de Stern à l'exception de "If Only" composé par Stern et Richard Bona.

## Musiciens
- Mike Stern : guitare
- Richard Bona : basse
- Kenny Garrett : saxophone
- Vinnie Colaiuta : batterie
- Will Lee : basse
- Dennis Chambers : batterie
- Victor Wooten : basse
- Jim Beard : piano
- Bob Franceschini : saxophone
- Bob Malach : saxophone
- Bela Fleck : banjo
- Elisabeth Kontomanou : chant
- Arto Tunçboyacıyan
- Don Alias : percussion
- Jon Herington : guitare, chant

## Titres
1. Chatter - 6:11
2. Silver Lining - 6:37
3. I Know You - 5:07
4. Mirage - 6:47
5. If Only - 5:31
6. Street Rhyme - 6:39
7. Avenue B - 6:14
8. Remember - 6:04
9. These Times - 8:14
10. What You Believe - 6:47
11. Last One Down - 5:33